# Ahmed Douhou

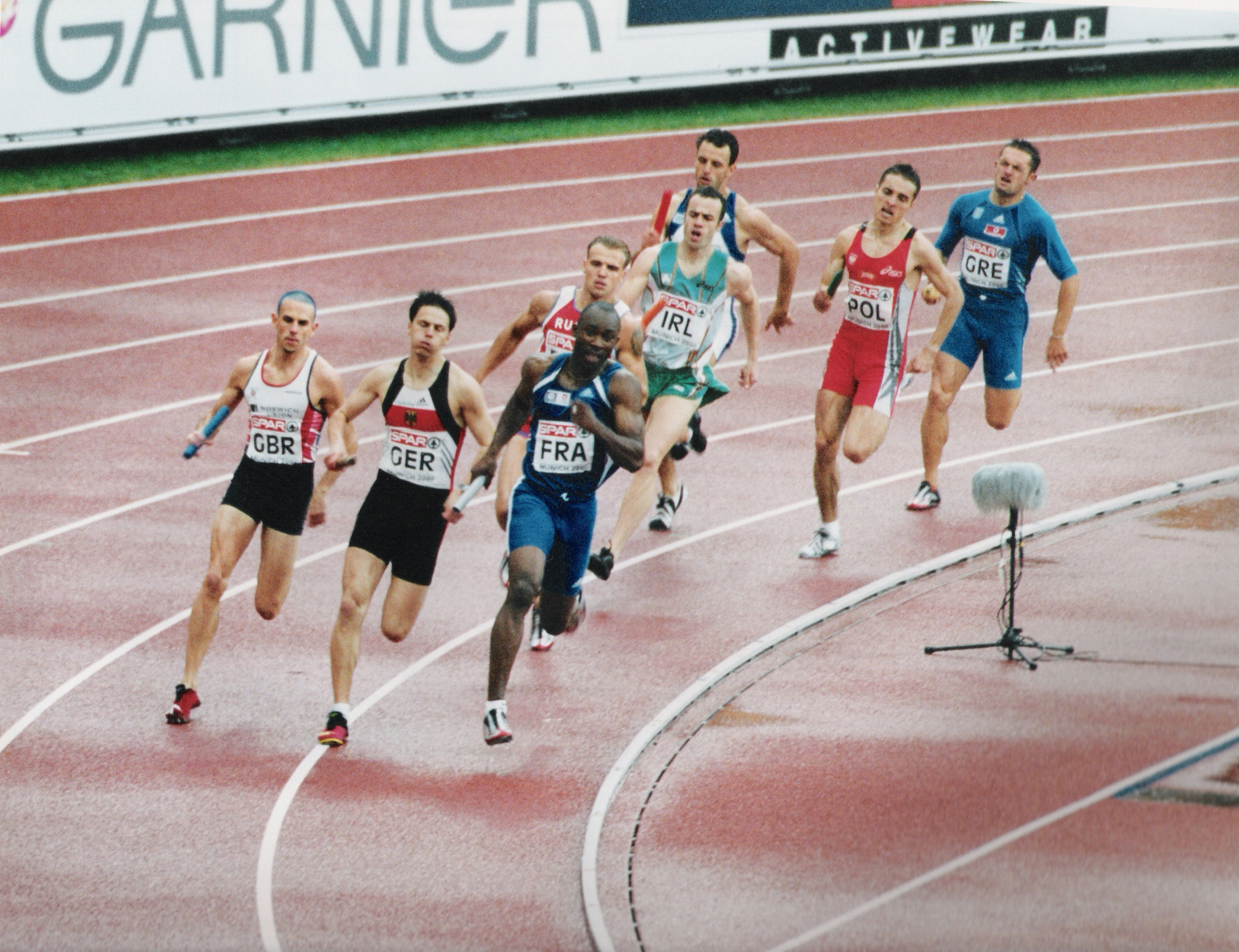
4-mal-400-Meter-Finale bei den Europameisterschaften 2002 in München; Ahemd Douhou erste Reihe, Rechts

Ahmed Douhou (Ahmed Yves Douhou; * 14. Dezember 1976 in Bouaké) ist ein ehemaliger französischer Sprinter ivorischer Herkunft.
Bei den Olympischen Spielen 1996 in Atlanta schied er über 100 Meter im Vorlauf aus und erreichte mit dem ivorischen Team in der 4-mal-100-Meter-Staffel das Halbfinale. 1997 scheiterte er bei den Weltmeisterschaften in Athen über 200 Meter in der ersten Runde. 2000 ereilte ihn dasselbe Los bei den Olympischen Spielen in Sydney; mit der 4-mal-100-Meter-Stafette gelangte er erneut ins Halbfinale. Bei den Weltmeisterschaften 2001 in Edmonton wurde er mit dem ivorischen 4-mal-100-Meter-Staffel-Team Fünfter.
2002 wechselte er seine Nationalität. Im selben Jahr gewann er bei den Europameisterschaften in München mit der französischen Mannschaft Bronze in der 4-mal-400-Meter-Staffel. 2004 schied er bei den Olympischen Spielen in Athen mit der französischen 4-mal-400-Meter-Stafette im Vorlauf aus.

## Persönliche Bestzeiten
- 100 m: 10,34 s, 22. Juni 1996, Bondoufle
- 200 m: 20,86 s, 9. Juli 1995, Bondoufle
  - Halle: 21,08 s, 12. Januar 1997, Liévin
- 400 m: 45,86 s, 8. August 2004, München